# AAA-Saison 1948
Die AAA-Saison 1948 war die 27. Meisterschaftssaison im US-amerikanischen Formelsport. Sie begann am 25. April in Arlington und endete am 10. Oktober in Du Quoin. Ted Horn sicherte sich wie in den beiden Jahren zuvor den Titel.

## Rennergebnisse
| Nr. | Datum         | Veranstaltung (Rennstrecke)                                          | Meilen | Sieger                       | Siegerteam               |
| --- | ------------- | -------------------------------------------------------------------- | ------ | ---------------------------- | ------------------------ |
| 01  | 25. April     | Arlington 100 (Arlington Downs Raceway) (UO)                         | 100,89 | Ted Horn                     | Horn-Offenhauser         |
| 02  | 30. Mai       | International 500 Mile Sweepstakes (Indianapolis Motor Speedway) (O) | 500    | Mauri Rose                   | Deidt-Offenhauser        |
| 03  | 06. Juni      | Milwaukee 100 (The Milwaukee Mile) (UO)                              | 100    | Emil Andres                  | Kurtis Kraft-Offenhauser |
| 04  | 20. Juni      | National Convention Sweepstakes (Langhorne Speedway) (UO)            | 100    | Walt Brown                   | Kurtis Kraft-Offenhauser |
| 05  | 15. August    | Milwaukee 100 (The Milwaukee Mile) (UO)                              | 100    | Johnny Mantz                 | Kurtis Kraft-Offenhauser |
| 06  | 21. August    | Springfield 100 (Illinois State Fairgrounds) (UO)                    | 100    | Ted Horn                     | Horn-Offenhauser         |
| 07  | 29. August    | Milwaukee 200 (The Milwaukee Mile) (UO)                              | 200    | Myron Fohr Tony Bettenhausen | Marchese-Offenhauser     |
| 08  | 04. September | DuQuoin 100 (DuQuoin State Fairgrounds) (UO)                         | 100    | Lee Wallard                  | Meyer-Offenhauser        |
| 09  | 06. September | Atlanta 100 (Lakewood Speedway) (UO)                                 | 100    | Mel Hansen                   | Wetteroth-Offenhauser    |
| 10  | 06. September | Pikes Peak Auto Hill Climb (Pikes Peak) (BR)                         | 12,42  | Al Rogers                    | Offenhauser              |
| 11  | 19. September | Springfield 100 (Illinois State Fairgrounds) (UO)                    | 100    | Myron Fohr                   | Marchese-Offenhauser     |
| 12  | 10. Oktober   | DuQuoin 100 (DuQuoin State Fairgrounds) (UO)                         | 100    | Johnnie Parsons              | Kurtis Kraft-Offenhauser |

- Erklärung: O: Oval, UO: unbefestigtes Oval, BR: Bergrennen

## Fahrer-Meisterschaft (Top 10)
| 1. | Ted Horn      | 1880  |
| 2. | Myron Fohr    | 1159  |
| 3. | Mauri Rose    | 1000  |
| 4. | Bill Sheffler | 924,8 |
| 5. | Duke Nalon    | 910   |

| 6.  | Lee Wallard       | 865 |
| 7.  | Bill Holland      | 840 |
| 8.  | Mack Hellings     | 820 |
| 9.  | Emil Andres       | 810 |
| 10. | Charles van Acker | 760 |